# Trichomanes anceps
Espèce
Trichomanes anceps est une espèce de fougères de la famille des Hyménophyllacées présente en Amérique tropicale et dans les Caraïbes.

## Description
Trichomanes anceps est classé dans le sous-genre Davalliopsis.
Cette espèce a les caractéristiques suivantes :
- son rhizome est cespiteux, aux racines robustes ;
- des frondes de grande taille - soixante centimètres - au rachis large ;
- le limbe est divisé trois fois ;
- les sores, supra-axiliaires et libres, sont tubulaires avec un très long style.

## Distribution
Cette espèce, terrestre, est présente dans les forêts denses d'Amérique tropicale : Brésil, Guyana, Caraïbe.

## Historique
Cette espèce présente une histoire confuse se poursuivant actuellement.
Nathaniel Wallich publie, en 1828, une liste de plantes accompagnant des échantillons récoltés en Inde. Au sein de cette liste, sous le numéro 168, figure le nom Trichomanes anceps.
L'examen de l'échantillon conduit à son identification avec Trichomanes radicans Sw. (vraisemblablement par Hooker lui-même).
Quelques années plus tard, William Jackson Hooker décrit une nouvelle espèce à partir de deux autres séries d'échantillons (Hooker cite,  pour la première série, sept origines - Amérique et Asie -, et, pour la seconde, deux - Philippines uniquement -). Il lui donne le même nom : Trichomanes anceps Hook. Il s'agit bien d'une espèce différente : le rhizome cespiteux qu'il décrit, mais pour le premier échantillon uniquement, diffère assez nettement de celui d'une espèce du genre Vandenboschia subgen Vandenboschia correspondant à l'échantillon de la liste de Wallich à rhizome rampant. Les deux échantillons que Hooker examine, sont pour lui deux variétés d'une même espèce.
En 1906, Carl Frederik Albert Christensen confirme la différence entre Trichomanes anceps Wall. et Trichomanes anceps Hook. mais, pour l'espèce décrite à partir de la première série d'échantillons, il en fait un synonyme de Trichomanes elegans Rich. et pour celle correspondant à la seconde série, un synonyme de Trichomanes maximum Blume, classé aujourd'hui dans le genre Vandenboschia (Vandenboschia maxima (Blume) Copel.). Par ailleurs, il fait de Trichomanes anceps Wall. une variété de Trichomanes radicans Sw., confirmant le diagnostic de Hooker.
Entre-temps, en 1879, Charles Baron Clarke décrit une variété de Trichomanes radicans : Trichomanes radicans var. anceps, du nord de l'Inde, variété bien reliée à Trichomanes anceps Wall. (une partie de son travail est effectivement la réévaluation de la liste de Wallich). En 1985, cette variété est renommée Vandenboschia anceps (Clarke) Subh.Chandra & S.Kaur, mais l'auteur du basionyme aurait dû être Wallich.
En 1968, Conrad Vernon Morton rétablit pleinement Trichomanes anceps Hook. comme une des deux espèces de la section Davalliopsis du sous-genre Pachychaetum du genre Trichomanes, l'autre étant Trichomanes prieuri Kunze, reconnue comme synonyme de Trichomanes elegans Rich.
Atsushi Ebihara & al., en 2006, ne relèvent que Trichomanes anceps Hook., qu'ils classent dans le sous-genre Davalliopsis du genre Trichomanes, sans se prononcer véritablement sur la synonymie, sauf en ne citant que Trichomanes elegans Rich. Cela est partiellement cohérent avec Christensen.
Début 2011, l'index Tropicos ne connaît que l'espèce Trichomanes anceps Hook. mais la rend synonyme (sans aucune explication) de Lacosteopsis maxima (Blume) Nakaike - uniquement - espèce dont le basionyme est Trichomanes maximum Blume, et dont le nom actuel est Vandeboschia maxima (Blume) Copel.
L'index IPNI, quant à lui, ne connaît que Trichomanes anceps Wall. et présente indépendamment Vandenboschia anceps (Clarke) Subh.Chandra & S.Kaur avec, en remarque comme basionyme, Trichomanes radicans var. anceps (Clarke) Clarke et commet donc ainsi une double erreur : sur le nom d'auteur - Benjamin Clarke au lieu de Charles Baron Clarke - et sur le nom d'auteur du basionyme - Benjamin Clarke au lieu de Nathaniel Wallich -.
La voie sage serait de procéder comme Christensen ou Ebihara et ne reconnaître que Trichomanes elegans Rich avec comme synonyme Trichomanes anceps Hook. Mais ce serait se priver de cette petite histoire.